# Люблінська кухня
Люблінська кухня — кулінарне мистецтво Люблінщини.
Багато традиційних страв Люблінщини було включено до Переліку традиційних продуктів Міністерства сільського господарства та сільського розвитку.

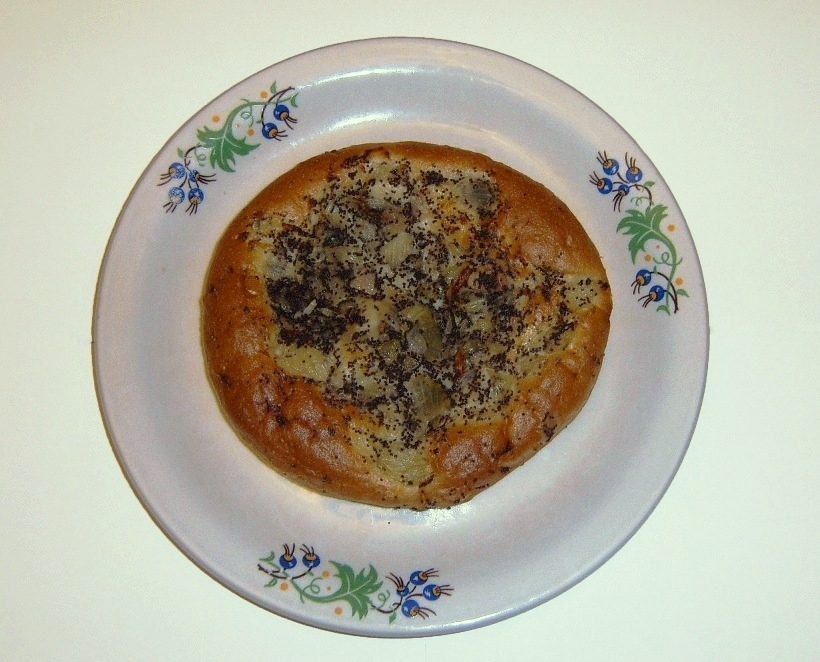
Цебуляж

 Це підтип польської та галицької кухні з багатьма подібностями та ознаками впливу сусідніх кухонь.

## Виноски
1. ↑  Lista produktów tradycyjnych: Woj. lubelskie — Ministerstwo Rolnictwa i Rozwoju Wsi — Portal Gov.pl